# It’s My War
It's My War – debiutancki album azerskiej piosenkarki Safury Alizadeh.

## Lista utworów
1. "Drip Drop" (Wersja albumowa) 3:41
2. "March On" 3:14
3. "Runaway" 3:41
4. "Something Bigger" 3:07
5. "Glass House" 3:15
6. "From Her, From Love" 3:25
7. "Too Many Times" 4:15
8. "Gonna Let You Know" (Wersja albumowa) 3:35
9. "Soulless" (Wersja albumowa) 3:09
10. "That Means You Don't" 3:33
11. "It's My War" 4:21
12. "Drip Drop" (St. Destiny Remix ft. Maverick) 4:56
13. "Drip Drop" (Success Remix ft. Perez & Radomir) 3:32

## Historia wydania
| Państwo         | Data            | Wytwórnia płytowa | Format               |
| --------------- | --------------- | ----------------- | -------------------- |
| Austria         | 18 czerwca 2010 | Zaphire (Alive)   | CD                   |
| Azerbejdżan     | 18 czerwca 2010 | Zaphire Music     | CD                   |
| Grecja          | 18 czerwca 2010 | Zaphire Music     | Digital Download     |
| Niemcy          | 18 czerwca 2010 | Zaphire (Alive)   | CD, Digital Download |
| Norwegia        | 18 czerwca 2010 | Zaphire Music     | Digital Download     |
| Szwecja         | 18 czerwca 2010 | Zaphire Music     | Digital Download     |
| Szwajcaria      | 18 czerwca 2010 | Zaphire (Alive)   | CD, Digital Download |
| Wielka Brytania | 18 czerwca 2010 | Alive             | Digital Download     |